# Riccardo Forte (attore)
Riccardo Forte (Cuneo, 26 dicembre 1958) è un attore, conduttore radiofonico e doppiatore italiano.

## Carriera
Dopo aver studiato presso l'Istituto Tecnico "Franco Andrea Bonelli" di Cuneo, frequenta il Centro di Formazione Teatrale del Teatro Nuovo di Torino e la Bottega Teatrale diretta da Vittorio Gassman. Dopo vari anni passati nelle compagnie piemontesi e del Nord Italia, ha avuto una parte nella Melevisione, programma televisivo per bambini, e di conseguenza gira per le tournée in tutta Italia con lo spettacolo teatrale basato sul programma.
Dal 2004 al 2015, è stato impegnato quasi interamente nel ruolo di Vermio Malgozzo nella Melevisione. Il suo ruolo era da regular cast, vale a dire un interprete non protagonista ma presente in maniera continuata. Il programma andava in onda in prima visione su Raitre fino al 2010, poi in quella data si era trasferito su Rai YoYo, canale che già in precedenza lo aveva trasmesso in replica.
Ha partecipato inoltre ad altre produzioni televisive, ma con ruoli minori: in  Centovetrine lo si è visto per alcune puntate, in Carabinieri ha partecipato a due episodi; in Don Matteo solo nell'episodio Il giorno più bello e ne I Cesaroni solo nell'episodio L'arte di amare.

## Formazione teatrale
- Centro formazione teatrale Teatro Nuovo Torino
- Bottega teatrale diretta da Vittorio Gassman

## Teatro
- Perela uomo di fumo, regia di Alvaro Piccardi
- Francesco, Teatro stabile di Torino, regia di G. Graglia
- Otello, regia di Alvaro Piccardi
- Doktor Faustus, Teatro stabile di Torino, regia di F. Ambrosini
- Incontro al parco delle terme
- Monumento a Chernobyl Gruppo della Rocca
- Sound and vision regia di R. Forte
- Macbeth deliri da Shakespeare, regia di R. Forte
- Arsenico e vecchi merletti, regia di P. Nuti e A. Innocenti
- Oreste e Agamennone, regia di A. Innocenti
- Processo a Socrate, regia di P. Nuti
- Processo per magia, regia di P. Nuti
- Sospesi Torino Spettacoli
- Ma che cos'era mai questo toro?, regia di G. Graglia
- Non si sa come da Pirandello
- L'acerba et amara mia passione di G. Bonavia, Progetto Cantoregi
- Il figlio della vedova, regia di A. Cuculo
- Non sporcate il Fantabosco, regia di Riccardo Forte
- Iazz chihuahua e altre storie dal romanzo di G. Dyer, regia di T. Rotella, Produzione Asti Teatro, Teatro Giacosa di Ivrea

## Filmografia

### Cinema
- Il mercante di pietre, regia di Renzo Martinelli
- Solo un padre, regia di Luca Lucini
- Berni e il giovane faraone, regia di Marco Chiarini (2019)
- La cosa giusta, regia di Marco Campogiani (2009)

### Televisione
- Serata futurismo Paolo Poli, regia M.Scaglione
- Questione privata di Giuseppe Fenoglio, regia di Alessandro Cane RAI 2
- Brecht con Paolo Bonacelli RAI 3
- La medicina ritrovata RAI 3
- Vivere CANALE 5  3 puntate
- Centovetrine CANALE 5 25 puntate
- Melevisione  RAI 3 (2004-2015)
- Carabinieri CANALE 5
- Sette ottavi regia: Stefano Landini
- Tutto intorno a Linda regia Monica e Barbara Sgambellone
- L'uomo che guardava al futuro, regia di Giorgio Capitani - RAI 1
- Il bandito e il campione regia di Lodovico Gasperini
- La donna della domenica, regia di Giulio Base - Rai 1
- Don Matteo 8
- I Cesaroni, episodio 5x01  (2012)
- A qualunque costo
- La legge di Lidia Poët, episodio 1x04 (2023)

## Doppiaggio
Cinema
- Bi Han-Wen in Ip Man 4

Televisione
- Barry Jackson  in L'ispettore Barnaby (terza voce)
- Larry Poindexter in Scandal